# ایزابل کوشت
ایزابل کوشِت (کاتالونیایی: Isabel Coixet) (متولد ۹ آوریل ۱۹۶۰ در سان آدریا دِ بزوس، بارسلونا) کارگردان اسپانیایی.
او کارشناسی ارشد خود را در رشته تاریخ از دانشگاه بارسلونا دریافت کرد.
او مدتی به روزنامه‌نگاری و کارگردانی فیلم‌های تبلیغاتی مشغول بود. او یکی از پرکارترین کاگردانان زن در اسپانیا است او پس از ساخت اولین فیلمش در سال ۱۹۸۸ موفق به ساخت ۸ فیلم شده‌است. سبک بصری متمایز او نوعی خروج از فیلمسازی سنتی اسپانیاست.

## فیلم‌ها
- زندگی من بدون من ۲۰۰۳
- زندگی پنهان کلمات ۲۰۰۵
- نامرئی‌ها ۲۰۰۷
- مرثیه ۲۰۰۸
- نقشه صداهای توکیو ۲۰۰۹
- برف در بنیدورم (۲۰۲۰)

## جوایز
- «بهترین نظارت تولید» در سال ۲۰۰۵ جایزه گویا برای زندگی مخفی کلمات.
- «بهترین فیلمنامه اصلی» در سال ۲۰۰۵ جایزه گویا برای زندگی مخفی کلمات.
- «بهترین کارگردان» در سال ۲۰۰۵ جایزه گویا برای زندگی مخفی کلمات.
- «بهترین فیلم» در سال ۲۰۰۵ جایزه گویا برای زندگی مخفی کلمات.
- «بهترین فیلمنامه اقتباسی» در سال ۲۰۰۳ جایزه گویا برای «زندگی من بدون من».